# ジョン・B・フロイド (ウェストバージニア州の政治家)
ジョン・B・フロイド（英語: John B. Floyd、1854年11月13日 – 1935年4月15日）は、ウェストバージニア州の政治家、弁護士、実業家。

## 生涯
1854年にウェストバージニア州ローガン郡で誕生。父親はウィスコンシン準州州務長官およびウェストバージニア州下院議員を務めたジョージ・ロジャース・クラーク・フロイド。
フロイドはロック・ヒル・カレッジで学び、バージニア大学に進学。フロイドは家族の農場で働き、続いて材木業に従事した。その後フロイドは法律を学びウェストバージニアで弁護士資格を取得、開業弁護士となった。フロイドは1881年から1882年までウェストバージニア州下院議員を務め、続いて1883年から1885年までウェストバージニア州上院議員を務めた。1893年から1894年まで再びバージニア州下院議員。1900年から1901年までチャールストン市長。
1935年、ウェストバージニア州チャールストンにある娘の自宅で死去。